# Batalla de Montaperti
La Batalla de Montaperti  es va lliurar el 4 de setembre de 1260 entre les repúbliques de Florència i Siena en la Toscana com a part del conflicte entre els güelfs i gibel·lins. Va guanyar notorietat per un acte de traïció que va canviar el curs de la batalla, que va ser immortalitzada per Dante Alighieri en el seu poema la Divina Comèdia.

## Güelfs i gibel·lins
Els güelfs i gibel·lins van ser faccions almenys nominalment donant suport al Papat i el Sacre Imperi Romanogermànic respectivament en Itàlia durant els segles xii i xiii, en la pràctica, la divisió entre aquestes faccions sovint tenien més que veure amb rivalitats locals que amb l'hostilitat entre el papat i l'imperi.
A mitjan segle xiii, els güelfs van dominar a Florència mentre que els gibel·lins controlaven Siena. En 1258, els güelfs van aconseguir expulsar de Florència als últims gibel·lins amb qualsevol poder real, a això li va seguir l'assassinat de Tesaurus Beccharia, Abat de Vallombrosa, que va ser acusat de tramar el retorn dels gibel·lins.
La disputa va arribar a un punt crític dos anys després quan els florentins, recolzats pels seus aliats del voltant de la Toscana (Bolonya, Prato, Lucca, Orvieto, San Gimignano, San Miniato, Volterra i Colle Val d'Elsa), van moure un exèrcit d'uns 35.000 homes cap a Siena. Els sienesos van demanar ajuda a Manfred I de Sicília, qui va proporcionar un contingent de cavalleria pesant mercenària alemanya. Les forces sieneses eren dirigides per Farinata degli Uberti, un gibel·lí florentí exiliat. Fins i tot amb aquests reforços, però, només van poder reunir un exèrcit de 20.000 homes.

## Desenvolupament tàctic
Els dos exèrcits es van trobar al turó de Montaperti, als afores de Siena, en el matí del 4 de setembre; al capdavant de l'exèrcit sienès hi havia la formidable cavalleria mercenària germànica. La batalla va durar furiosament durant tot el dia, però malgrat el nombre superior, els florentins van ser incapaços de fer progressos contra els determinats sienesos. A la tarda, quan els florentins s'esgotaren en les línies defensives de l'oponent, les forces sieneses van llançar el seu contraatac, dirigides pel comte d'Arres.
Encara que aparentment imprudents, els sienesos estaven confiats a contraatacar amb tal desavantatge numèric perquè la seva càrrega va ser un senyal per un membre de l'exèrcit florentí, Bocca degli Abati, que lluitava per Florència amb els güelfs, però era un gibel·lí de cor, i al senyal de contraatac va travessar les línies florentines cap al portaestendard de l'exèrcit florentí i va tallar la seva mà, fent que caigués la bandera florentina. En aquella època l'estendard era important, perquè les tropes no usaven uniformes, de manera que l'estendard servia com a forma de saber on era el líder i que encara estava fora de perill i al comandament, de manera que la pèrdua del seu estendard va fer que en l'exèrcit florentí s'estengués el pànic.
Aprofitant aquesta oportunitat dins de la confusió, centenars de gibel·lins florentins van atacar els seus compatriotes güelfs mentre carregava el principal exèrcit sienès, i els florentins van ser aixafats, perseguits pels seus enemics mentre fugien. S'estima que van morir uns 15.000 homes.
Després de la batalla, els soldats alemanys en l'exèrcit sienès van usar part de la seva paga per fundar l'església de San Giorgio en Pantanet, els alemanys usaven la crida a Sant Jordi com a crit de batalla.

## La batalla a la Divina Comèdia
Mentre que estava rastrejant pels fitxers florentins durant el segle xiv, Dante Alighieri (que era güelf) va llegir sobre la batalla d'un relat per Giovanni Villani, un comerciant florentí i historiador, i va descobrir aquest acte de traïció. Com a resultat d'això va reservar un lloc dins del novè cercle de l'Infern per al traïdor Bocca degli Abati en la Divina Comèdia:
 Quan un altre va cridar: Què tens, Bocca, 
 ¿No en tens prou amb sonar les maixelles 
 que borden? Què diable et toca? 
 Ara, vaig respondre, que més parlis no vull, 
 malvat traïdor, que per complir el teu desig 
 portaré de tu notícies debò. 
El comandant gibel·lí Farinata degli Uberti també està confinat en l'Infern de Dante, no per la seva conducta en la batalla, sinó per la seva suposada adhesió herètica a la filosofia d'Epicur.